# Тропічні циклони в північній частині Індійського океану

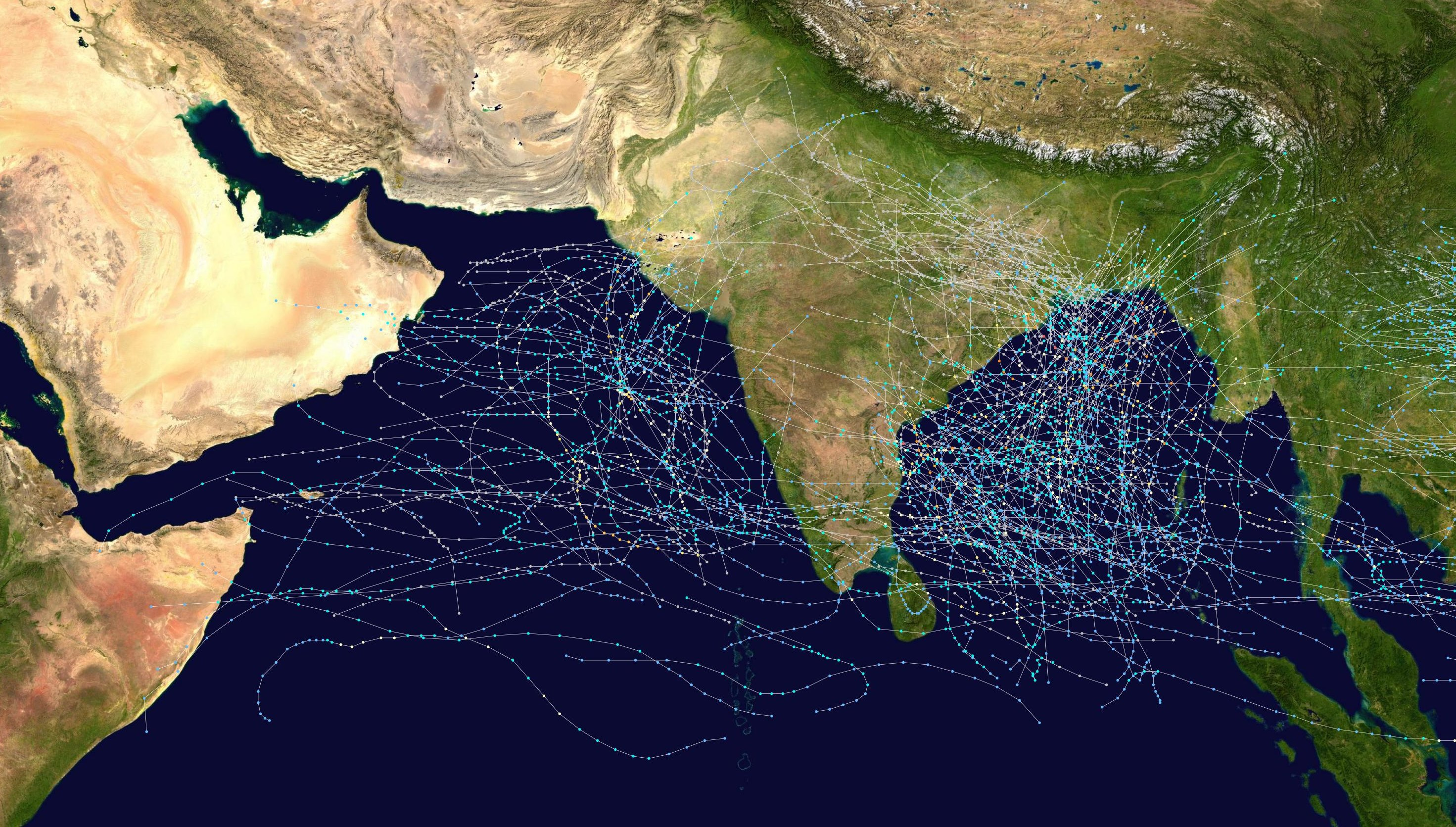
Кумулятивна карта усіх циклонів на півночі індуського океану з 1970 по 2005 рік

В Індійському океані на північ від екватора тропічні циклони можуть утворюватися протягом року по обидві сторони Індії, хоча найчастіше між квітнем і червнем і між жовтнем і груднем.

## Суббасейни

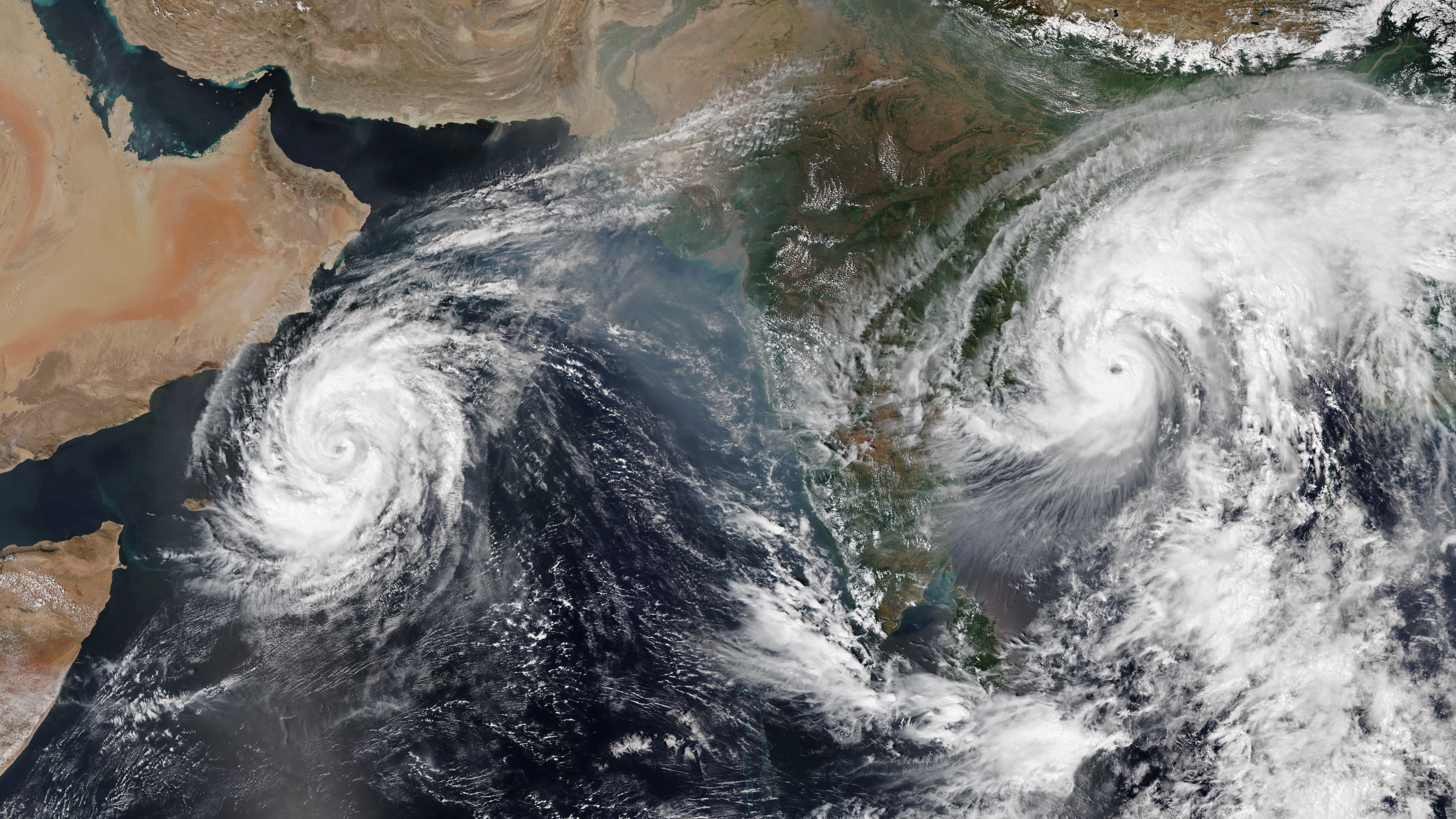
Тропічні циклони (Лубан і Тітлі) над Аравійським морем і Бенгальською затокою в жовтні 2018 р.

Північний Індійський океан є найменш активним басейном, на який припадає лише сім відсотків світових тропічних циклонів. Однак басейн створив одні з найсмертоносніших циклонів у світі, оскільки вони атакують дуже густонаселені райони. Регіональний спеціалізований метеорологічний центр (RSMC) є Індійський метеорологічний департамент (IMD), і він відповідає за моніторинг басейну, видає попередження та називає шторми.
Басейн ділиться на два суббасейни – Бенгальської затока та Аравійського море.
Бенгальська затока, розташована на північному-сході Індійського океану. Метеорологічний департамент Індії ( IMD) називає басейн скорочено BOB. Об'єднаний центр попередження про тайфуни неофіційно позначає як B для класифікації штормів, що утворюються в Бенгальській затоці. Узбережжя Бенгальської затоки поділяється між Індією, Бангладеш, М'янмою, Шрі-Ланкою та західною частиною Таїланду. Цей суббасейн є найактивнішим і породжує одні з найсмертоносніших циклонів усіх часів. Найпотужнішим циклоном у затоці був Циклон Одіша.
Аравійське море — море, розташоване на північному заході Індійського океану. Індійський метеорологічний департамент ( IMD) називає тропічні циклони в басейні абревіатурою ARB. Об’єднаний центр попереджень про тайфуни Сполучених Штатів неофіційно позначає як А для класифікації штормів, що утворюються в Аравійському морі. Узбережжя Аравійського моря поділяється між Індією, Єменом, Оманом, ОАЕ, Іраном, Пакистаном, Шрі-Ланкою, Мальдівами та Сомалі. Мусони характерні для Аравійського моря та відповідають за річний кругообіг його вод. Влітку сильні вітри дмуть з південного-заходу на північний-схід, приносячи дощі на індійський субконтинент. Циклони рідко трапляються в Аравійському морі, але в басейні можуть виникати сильні тропічні циклони. Циклон Гону був найсильнішим і найдорожчим зареєстрованим тропічним циклоном у басейні.

## Історія басейну
Систематичні наукові дослідження тропічних систем Бенгальської затоки та Аравійського моря були розпочаті в 19 столітті Генрі Піддінгтоном. Піддінгтон використовував метеорологічні журнали суден, які плавали в морях, і опублікував серію мемуарів у журналі Азіатського товариства Бенгалії між 1839 і 1858 роками. Ці мемуари надавали звіти та сліди окремих штормів у бенгальській затоці та Аравійського моря.
Протягом сезону після мусонів 2004 року IMD почало називати тропічні циклони в басейні, причому перший циклон отримав назву Циклон Оніл у вересні 2004 року. Протягом 2015 року відбулася зміна шкали інтенсивності, коли IMD та WMO назвали систему системою. з 3-хвилинною максимальною стійкою швидкістю вітру від 90 вузлів (165 км/год; 105 миль/год) до 120 вузлів (220 км/год; 140 миль/год) надзвичайно сильний циклонічний шторм.
Дослідження, що аналізує весняний сезон тропічних циклонів у Бенгальській затоці, виявило збільшення як передмусонної кількості опадів, так і інтенсивності тропічного циклону в результаті посилення великомасштабної циркуляції мусонів після 1979 року. Поглиблення мусонної западини в Бенгальській затоці не тільки впливає на частоту та час циклонів, але також діє, спрямовуючи більше циклонів до М’янми. Збільшення антропогенних явищ ймовірно, сприяло такій регіональній зміні клімату.

## Кліматологія

### Утворення та частота
У середньому щороку в басейні формується лише п'ять-шість тропічних циклонів. Тропічні циклони утворюються з березня по червень і з жовтня по грудень, з піком у травні та листопаді. Більшість цих штормів виникає в Бенгальській затоці: або в південно-східній частині Бенгальської затоки, або в Андаманському морі, або як залишок тайфуну з Південнокитайського моря. Висока температура поверхні моря та вологість роблять затоку більш сприятливою для розвитку тропічних циклонів. У західній частині Тихого океану багато тропічних циклонів; це може бути ще однією причиною посилення тропічного циклогенезуу затоці, оскільки він ділить справедливу частину збільшеної енергії ACE. Тим часом шторми в Аравійському морі здебільшого формуються над південно-східною частиною Аравійського моря або є залишком тропічного циклону з Бенгальської затоки, однак частота циклогенезу в Аравійському морі, як правило, менша через більш прохолодну поверхню моря температура і сильний зсув вітру. Однак сильний позитивний диполь Індійського океану може спричинити посилення тропічного циклогенезу, ніж зазвичай, що спостерігалося в сезоні 2019 року. Дуже мало тропічних циклонів розвивається в місяці з червня по вересень через високий вертикальний зсув вітру. Ці шторми формуються і досягають свого піку як западини або глибокі западини, перш ніж вийти на сушу в Одіші або Західній Бенгалії. Іншою причиною є низька тривалість життя в морі, що також дозволяє уникнути інтенсифікації цих систем низького тиску.

### Рух
Більшість штормів рухаються в північно-західному напрямку і починають вигинатися на південний-захід, або на північний-схід. Існує більша частота поворотів на північний-схід, а не на південний-захід. В Аравійському морі ці шторми здебільшого рухаються в північно-західному напрямку, орієнтуючись на Аравійський півострів, однак у деяких випадках ці шторми рухаються на північний схід після перетину 15° північної широти та вражають узбережжя Гуджараті. У Бенгальській затоці шторм зазвичай рухається на північний-захід, поки не досягне східного узбережжя, а потім рухається на північний-схід.

### Інтенсифікація
Імовірність посилення є максимальною в квітні, травні та листопаді, якщо депресія стає циклонічним штормом і сильним циклонічним штормом. У ці місяці більше половини депресій посилюється в шторм, а чверть - в циклон.

### Вихід на берег
В Аравійському морі більшість штормів розсіюється в морі, не досягаючи суші, але значна кількість тропічних циклонів також впливає на західне узбережжя, зокрема на штати Гуджарат і Махараштра. Решта 11 відсотків досягає Аравійського півострова , Сомалійського півостріваабо Пакистану. У рідкісних випадках деякі шторми досягають Ірану, як це зробив циклон Гону в 2007 році. Окрім Гону, два шторми, такі як циклон Ємін і Кіарр мали певний або значний вплив на Іран.
У Бенгальській затоці більшість штормів вражає індійський штат Одіша або Західна Бенгалія, а значна кількість штормів вражає штати Андгра-Прадеш і Тамілнад. 30 відсотків циклонів обрушуються на країни Бангладеш, Шрі-Ланку та М’янму, тоді як решта 13 відсотків просто розсіюється біля берега, не досягаючи суші.

## Зміна клімату
Після серії руйнівних циклонів у 2018 році, збільшення кількості циклонів в Аравійському морі в 2019 році та зростаючої тенденції швидкої інтенсифікації в 2020 і 2021 роках багато кліматологів погоджуються, що зміна клімату спричинила цю діяльність. Щороку в Аравійському морі трапляється в середньому п’ять циклонічних штормів, однак у 2019 році утворилося вісім циклонічних штормів, що стало найвищим утворенням тропічних циклонів у суббасейні, який був пов’язаний із сезоном 1902 року. Дослідження показали, що за останні десятиліття температура поверхні моря в Аравійському морі піднялася на 1,2–1,4 °C (34,2–34,5 °F). Протягом Циклон Ампан зазнав швидкої інтенсифікації, температура поверхні моря сягала 33 °C (91 °F) у Бенгальській затоці, а в Аравійському морі було зафіксовано 32 °C (90 °F) температури поверхні моря до утворення Циклону Нісарга. За даними Міністерства землі та науки Союзу, частота дуже сильних циклонічних штормів зросла на один раз на десятиліття протягом останніх двох десятиліть, незважаючи на зменшення загальної частоти басейну за останні два десятиліття. Вищі температури призвели до того, що циклони стали потужнішими та призвели до швидшого утворення тропічних циклонів. Підвищення рівня моря також спричинило більший штормовий приплив. Дослідники також прогнозують, що циклони будуть смертоноснішими та сильнішими, оскільки тенденція підвищення температури поверхні моря збережеться. Підвищення рівня моря також може спричинити сильні повені, сильні штормові хвилі та затоплення прибережних міст. 

## Пори року
| 10 20 30 40 50 60 Jan Feb Mar Apr May Jun Jul Aug Sep Oct Nov Dec - Суперциклон - Дуже сильний тропічний циклон - сильний тропічний циклон - сильний - циклонічний шторм - глибока депресія - Депресія |